# Paul Bennewitz
Paul Frederic Bennewitz, Jr. (29 tháng 9 năm 1927 – 23 tháng 6 năm 2003) là một doanh nhân người Mỹ và nhà điều tra UFO đã khởi xướng ra thuyết âm mưu UFO vào những năm 1980.

## Tổng quan
Bennewitz từng kể về sự tồn tại của một âm mưu liên quan đến một mạng lưới rộng lớn các căn cứ UFO gắn liền với kế hoạch kiểm soát và thực dân hóa của người ngoài hành tinh hòng khuất phục loài người. Sau khi chứng kiến các buổi thôi miên của Myrna Hansen, người xác nhận có trải nghiệm UFO, ông đã bị thuyết phục rằng hiện tượng tùng xẻo gia súc là do người ngoài hành tinh gây nên. Do đó, Bennewitz tuyên bố đã phát hiện ra bằng chứng về người ngoài hành tinh kiểm soát con người thông qua các thiết bị điện từ, và hơn nữa tuyên bố rằng UFO thường xuyên bay gần Căn cứ Không quân Kirtland và nằm sát bên Kho Lưu trữ Vũ khí Hạt nhân Manzano và Khu vực Thử nghiệm Hẻm núi Coyote.
Tin chắc rằng mình đã chặn các liên lạc điện tử có nguồn gốc từ tàu vũ trụ của người ngoài hành tinh nằm bên ngoài thành phố Albuquerque, New Mexico, Bennewitz sớm tin rằng ông đã xác định đúng vị trí của một trụ sở ngoài hành tinh bí mật mà ông gọi là Căn cứ Dulce. Đến năm 1982, Bennewitz bắt đầu truyền bá ý tưởng của mình về Căn cứ Dulce cho những người khác trong cộng đồng UFO học. Năm 1988, ông đã viết một bài báo có tựa đề "Dự án Beta" mô tả chi tiết làm thế nào đế khiến căn cứ có thể bị tấn công thành công.
Bennewitz kể chi tiết những lời khẳng định của mình với Tổ chức Nghiên cứu Hiện tượng Không trung (APRO), nhưng họ chỉ coi ông là một kẻ dối trá mắc chứng hoang tưởng. Nhà UFO học William Moore cho biết chính ông đã cố gắng đẩy Bennewitz, vốn đang lưu lại trong một cơ sở chăm sóc sức khỏe tâm thần qua ba lần sau khi mắc chứng hoang tưởng nghiêm trọng, rơi vào cảnh suy sụp tinh thần bằng cách cung cấp cho ông thông tin sai lệch về người ngoài hành tinh. Cựu đặc vụ Văn phòng Điều tra Đặc biệt của Không quân Mỹ Richard Doty từng kể lại rằng vào thập niên 1980, ông được giao nhiệm vụ làm giả các tài liệu và cung cấp thông tin sai lệch cho các nhà nghiên cứu UFO, bao gồm cả Bennewitz.